# BM Ciudad de Almería
BM Ciudad de Almería var en spansk handbollsklubb från Almería i Andalusien, bildad 1991. Klubben upplöstes 2009 på grund av ekonomiska problem.